# Sal de mi piel
»Sal de mi piel« (»iz kože mi izađi«) pjesma je meksičke pjevačice Belinde. Pjesma je objavljena 2009. godine.
Pjesmu »Sal de mi piel« napisala je sama Belinda te je pjesma iskorištena u telenoveli Kameleoni. Belinda — glumica i tekstopisac — glumila je Valentinu u Kameleonima.